# Kazimierz Lelo
Kazimierz Lelo (ur. 15 stycznia 1941 w Gródku Jagiellońskim, zm. 29 maja 1996) – polski nauczyciel i działacz społeczny związany z Jelenią Górą.  

## Życiorys
Urodził się podczas II wojny światowej w rodzinie nauczycielskiej związanej od pokoleń z Galicją Wschodnią. W 1974 ukończył studia na Wydziale Nauk Społecznych Uniwersytetu Warszawskiego. 
W 1960 przystąpił do Stronnictwa Demokratycznego, działając początkowo w Miejskim Komitecie SD w Wałbrzychu, następnie w Jeleniej Górze, gdzie był przewodniczącym MK. Stał na czele Izby Rzemieślniczej w Jeleniej Górze, jednocześnie pracując w Zespole Szkół Zawodowych nr 3 i Technikum Mechanicznym. Pod koniec lat 80. zaangażował się w działalność  na rzecz upamiętniania Kresów Wschodnich RP, współorganizując w 1988 zebranie założycielskie Towarzystwa Miłośników Lwowa we wrocławskiej siedzibie SD (był jeleniogórskim delegatem na to zebranie). Pełnił obowiązki prezesa oddziału Towarzystwa Miłośników Lwowa i Kresów Południowo-Wschodnich w Jeleniej Górze, jak również przewodniczącego Komisji Rewizyjnej Towarzystwa. 
W SD działał do końca życia – w 1995 został wybrany przewodniczącym Centralnej Komisji Rewizyjnej z siedzibą w Warszawie.